# ذخیره‌گاه پهوئن کو-مونته هرموسو

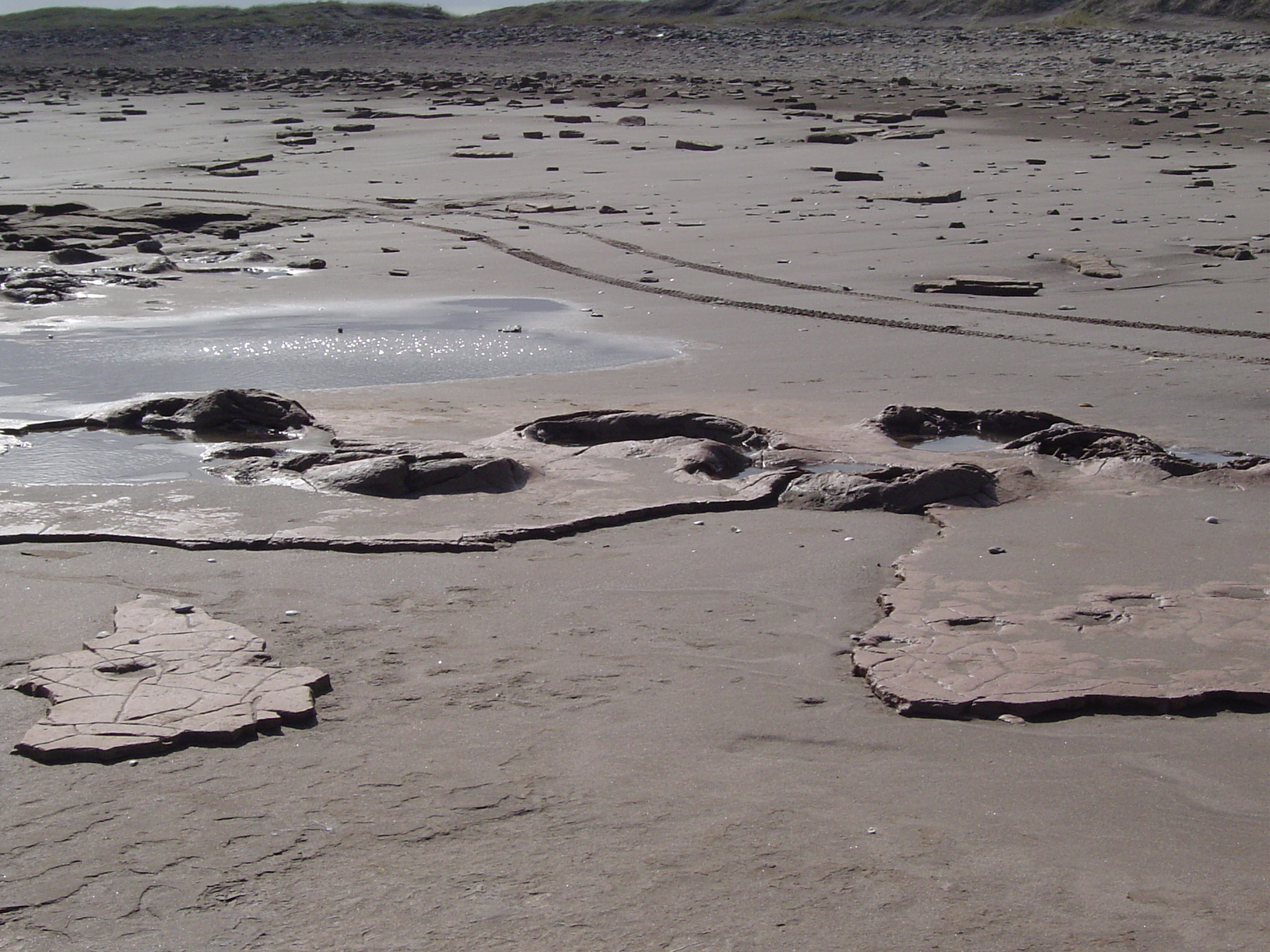
موقعیت جغرافیایی:

ذخیره‌گاه طبیعی پهوئن کو-مونته هرموسو یک منطقه طبیعی حفاظت‌شده استانی است که در نواحی د کرونل روزالس و مونت هرموسو در استان بوئنوس آیرس آرژانتین، به‌عنوان «ذخیره‌گاه زمین‌شناسی، دیرینه‌شناسی و باستان‌شناسی» فهرست‌بندی شده‌است.
این منطقه یک APCM (منطقه حفاظت شده دریایی و ساحلی) است که بخشی از SIAPCM (سیستم بین‌قانونی مناطق حفاظت‌شده دریایی ساحلی) است. در ۹ نوامبر ۲۰۰۵ به واسطهٔ قانون ۱۳ ۳۹۴ ایجاد شد. در اوت ۲۰۱۴ کمیسیون فرهنگی نمایندگان مجلس آن را به عنوان «مکان تاریخی ملی» معرفی کرد.